# Смешанные силы по поддержанию мира
Смешанные силы по поддержанию мира (ССПМ; реже Объединённые силы по поддержанию мира (ОСПМ) или Смешанные силы по поддержанию мира и правопорядка (ССПМП)) — смешанный вооружённый контингент Грузии, России и Южной Осетии, созданный согласно Дагомысским соглашениям и действовавший на территории Южной Осетии с 1992 года и до войны 2008 года.
ССПМ должны были являться единственным (причём легковооружённым) военизированным формировнием в зоне грузино-южноосетинского конфликта. При этом миссия ССПМ имела статус миротворческой только в мандате СНГ и не имела статуса миротворческой миссии ООН.

## Описание

### Состав и командование
ССПМ состоял из трёх батальонов (российского, грузинского и осетинского). При этом ССПМ подчинялось командованию СКК, состоящему из четырёх представителей (грузинского, российского, югоосетинского и североосетинского): согласно положению, утверждённому 6 декабря 1994 года, глобальное командование велось путём голосования периодически созываемого СКК, однако из-за перевеса в сторону российско-осетинских представителей — три голоса против одного — представитель грузинских сил не мог повлиять на решения ССК и действия контингента. Также Минобороны РФ выдвигало на утверждение ССК начальника всей группы, отвечающего за оперативные решения.
Российский контингент ССПМ был создан из состава Псковского 104-го парашютно-десантного полка, осетинский — из солдат батальона «Алания». Хотя ССПМ задумывались как смешанные силы, по итогу они представляли собой три самостоятельных батальона, дислоцированных в разных местах и в большей степени подчинявшихся собственному командованию, чем общему.

#### Численность
Согласно Дагомысским соглашениям, максимальная численность каждого из национальных батальонов могла составлять до 500 человек.
В 1992 году численность каждого из батальонов составляла 220 человек.
На 2002 год в российском и осетинском батальонах состояло по 451 человек, в грузинском — 157.
К 7 августа 2008 года совокупная численность российского и осетинского батальонов была незаконно увеличена с 1000 до 1700 человек, численность грузинского осталась в договорных рамках (до 500 человек).

### Деятельность
Силы ССПМ занимались разминированием, борьбой с бандитизмом, патрулированием, созданием блокпостов, отслеживанием перемещения оружия и разоружением гражданских на подконтрольных территориях.
ССПМ должны были являться единственным (причём легковооружённым) военизированным формированием в зоне грузино-южноосетинского конфликта. В то же самое время на неподконтрольных ССПМ территориях власти самопровозглашённой Южной Осетии  занимались, наоборот, вооружением гражданских жителей (а также, фактически, созданием ополченческой армии и собственных «правоохранительных сил»). В 2004 году командование ССПМ планировало упразднить несколько блокпостов в пограничных сёлах Горийского района; на их замену грузинские МВД установили собственные посты (для борьбы с контрабандой и поставками нелегального оружия), что стало одной из причин грузино-осетинского кризиса.

### Дислокация
ССПМ были дислоцированы на территории Южной Осетии, их база с казармой располагались на юго-западной окраине города (в «Верхнем городке»), а главный штаб — в центре Цхинвали (в Цхинвали также размещалась Миссия наблюдателей от ОБСЕ, проводящая мониторинг сил ССПМ). В казарме в Цхинвали квартировались российский и осетинский батальоны ССПМ (грузинский батальон квартировался в с. Никози, расположенном немного южнее Цхинвали).
Тренировки проводились обычно раздельно (российский батальон тренировался на Зарском полигоне (под Дзари) и в Цхинвали, осетинский - у Хслитского хребта Знаурского района и в Цхинвали, грузинский - у села Никози). В 2003 году прошла совместная тренировка, однако повторное её проведение в 2004 году не состоялось из-за грузино-осетинского кризиса.
В Объединённом штабе ССПМ постоянно находилось по 18 наблюдателей с каждой стороны.

#### Зона патрулирования и контроля

Зона патрулирования СППМ (радиус в 15 км вокруг Цхинвали, зелёный круг); красным отмечена неподконтрольная ССПМ трасса, ведущая в Россию (через Рокский тоннель), а также поселение Джава с предполагавшейся российско-осетинской военной базой.

По области патрулирования силы ССПМ были ограничены, по большому счёту, только Цхинвальским районом (по факту Цхинвали и 15 км вокруг него) — вся остальная территория Южной Осетии оставалась без миротворческого контроля; в 2004 году министр Грузии по урегулированию конфликтов Георгий Хаиндрава заявил, что необходим миротворческий контроль Транскавказской автомагистрали и в частности пересекающего российско-грузинскую границу Рокского тоннеля (к которому, по словам С. Набдзорова, в то же время не допускали и грузинских пограничников). Также в 2006 году, по информации грузинских властей, Россия втайне создала собственную военную базу в Джаве (вне пятнадцатикилометровой зоны, на территории, неподконтрольной Миссии наблюдателей ОБСЕ; по заявлению бывшего советника президента РФ Андрея Илларионова, российская военная техника размещалась на ней ещё с 2003 года).
В патрулируемой зоне были установлены по 3 российских и грузинских наблюдательных поста, а также 6 осетинских.
Согласно Дагомысским соглашениям, в случае возобновления боевых действий ССПМ должны были начинать патрулирование всей Южной Осетии, однако из-за давления российских властей и при попустительстве властей Грузии к 2004 году ССПМ частично утеряли свободу действий. Из отличий от единственной похожей миротворческой группы Коллективных сил СНГ по поддержанию мира (КСПМ СНГ), базировавшейся в тот же период в Абхазии и состоявшей в основном из российских солдат ВДВ, выделялась невозможность одностороннего отзыва ССПМ с территории конфликта (в то время как КСПМ СНГ должны были быть полностью отозваны с территории Абхазии в случае претензий любой из сторон).

### Вооружение
В основном стрелковое, калибром до 100 мм.
В 1994—1995 году имевшиеся у осетинского батальона тяжёлое вооружение и БМП ставились на консервацию, грузинские — заменялись и изымались из батальона. Были допущены к использованию только по 4 невооружённых БМП для каждой из сторон с возможностью применения только в зимнее время (для доступа к удалённым заставам).

Сообщалось, что в 2002 году ССПМ получат минимум 3 вертолёта (Два вертолёта огневой поддержки Ми-24 и транспортно-боевой вертолёт Ми-8).

### Финансирование
Российский и осетинский батальоны финансировались с российской стороны, грузинский батальон — с грузинской. По словам К. Фриева, из-за недофинансирования в осетинском батальоне к середине 2008 года почти все военнослужащие набирались из Южной Осетии; на зарплату в 7-8 тыс. рублей набирать североосетинских солдат стало практически невозможно.

## История

### Основная хронология
После грузино-южноосетинской войны 1991—1992 годов на основании Дагомысского соглашения о принципах мирного урегулирования грузино-осетинского конфликта была создана Смешанная контрольная комиссия (СКК) из представителей четырёх сторон — Грузии, Южной Осетии, России и Северной Осетии. ССПМ были созданы в 1992 году и должны были находиться под мониторингом ОБСЕ.
Согласно договорённостям, с территории Южной Осетии начали выводиться немиротворческие российские войска (в частности были выведены инженерно-сапёрный и вертолётный полки).
27 августа 2002 года рассматривалась возможность вывода ССПМ с территории конфликта.
В октябре 2005 года в ответ на требование грузинского парламента заменить ССПМ (в основном состоявших из российских миротворцев) миротворческим контингентом ОБСЕ, глава МИД ЮО М. Джиоев сказал, что правительство Южной Осетии категорически против замены ССПМ, заявив, что подобные требования грузинского парламента носят провокационный характер.
В феврале 2006 года грузинские власти заявили о необходимости наличия виз у российских миротворцев в зонах межэтнических конфликтов, последовали частые задержания военнослужащих российского контингента по причине отсутствия виз. Российская сторона не признала законность грузинских требований. 15 февраля парламент Грузии принял постановление, признавшее деятельность ССПМ в Южной Осетии неудовлетворительной и выразившее желание перейти на «новый формат миротворческой миссии».
В мае 2006 года грузинские власти назвали «уголовными преступниками» российских миротворцев, прибывших в Южную Осетию в рамках проводившейся ротации, обвинив их в нарушении визового и пограничного режима. Южноосетинские власти в ответ на претензии Грузии пригрозили ввести визы для грузинских граждан, включая миротворцев. Ситуация обострилась 18 июля, когда парламент Грузии потребовал вывести либо «легализовать» миротворцев.
В 2006 году министр обороны Грузии Ираклий Окруашвили заявил, что российские миротворческие силы покрывали террористов, устроивших в 2005 году теракт в Гори и теракт 2004 года на грузинской ЛЭП. Ранее про возможную причастность российских миротворцев к теракту в Гори заявил подозреваемый в причастности к его совершению Георгий Засеев.

#### 2008 год
По словам подполковника Тимермана, он за месяц до боёв за Цхинвали начал укреплять позиции базового лагеря (при этом ещё с июня было начато рытьё траншей и окопов), после чего батальон был готов к любым боевым действиям.
29 июля югоосетинские силы впервые открыли огонь по группе наблюдателей ОБСЕ и ССПМ; в тот же день они провели артиллерийский обстрел позиции грузинских миротворцев на высоте Сарабук, впервые с 2004 года применив недопустимую для любых сил в зоне конфликта артиллерию калибром более 100 мм, что был вынужден отметить в своем докладе командующий ССПМ М. Кулахметов.
Утром 3 августа в Цхинвали М. Кулахметов и К. Фриев провели совещание с министром обороны России Н. Панковым и командиром 58-й армии А. Хрулёвым.
6 августа, по заявлению министра обороны Грузии Ираклия Аласания, двое солдат грузинского батальона ССПМ пострадали при обстреле села Авневи с осетинской стороны.

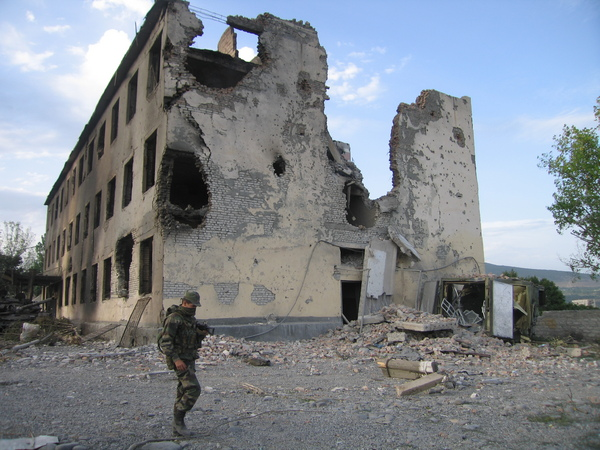
Казарма сил ССПМ на юго-западной окраине Цхинвали после боёв за город.

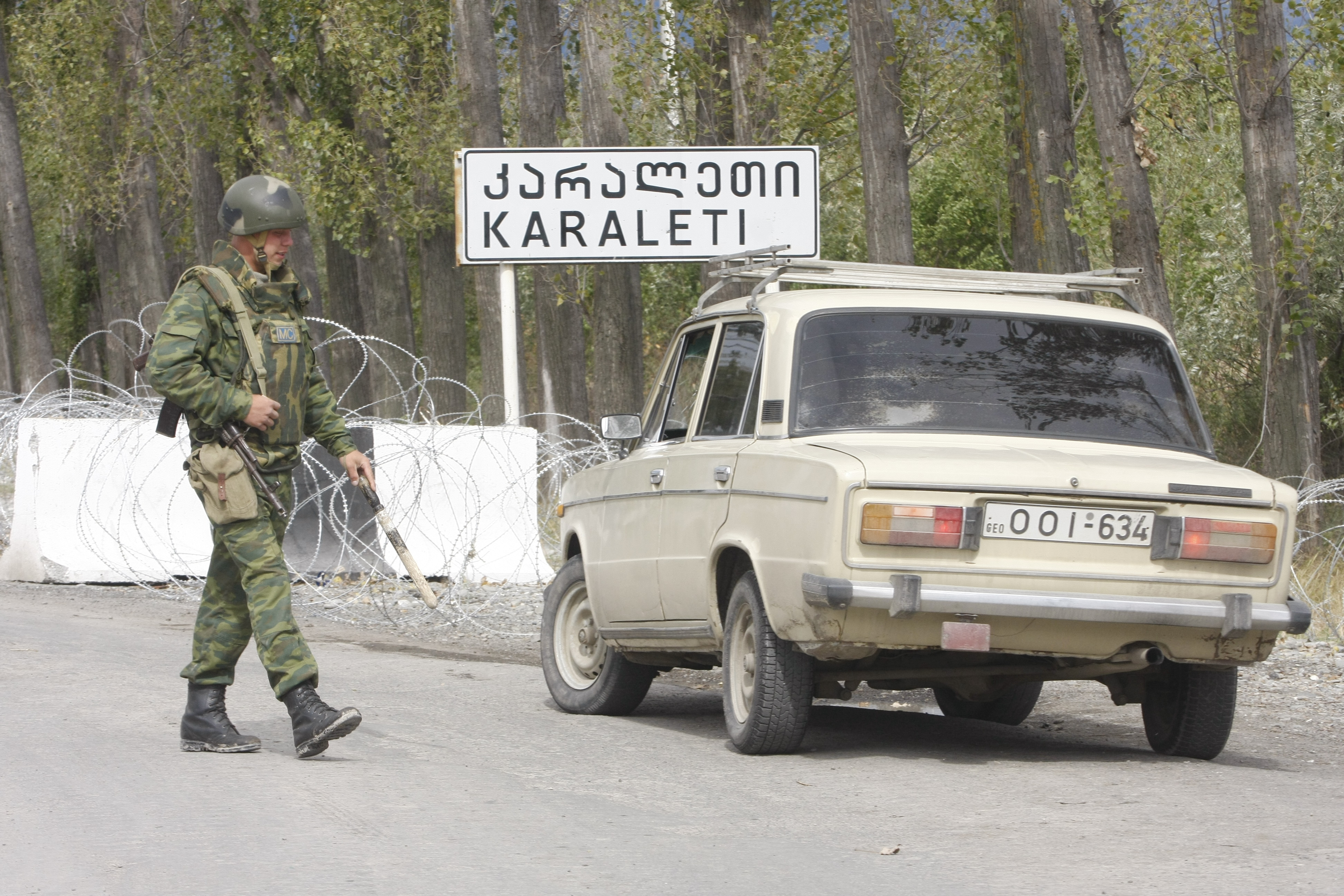
Солдат ССПМ вблизи грузинского села Каралети (вне обычной зоны контроля ССПМ)

7 августа (в 15:30, за несколько часов до начала боёв за Цхинвали) грузинские миротворцы, входившие в состав Объединенного штаба ССПМ, покинули территорию расположенного в центре Цхинвали штаба, а грузинские подразделения вышли из под командования Смешанных миротворческих сил. Командующий грузинским батальоном ССПМ М. Курашвили обвинял командира ССПМ М. Кулахметова в том, что тот «делал вид, что не мог повлиять на осетинскую сторону, чтобы она прекратила обстрел грузинских деревень»; по его словам, решение открыть огонь по Цхинвали было принято после того, как артиллерийским огнем осетинской стороны было почти полностью разрушено грузинское село Авневи.
К 23:00 российский батальон ССПМ находился в полной боевой готовности (всем военнослужащим батальона выдали оружие и боеприпасы, они заняли места согласно боевым расчётам. На позициях находились дежурные огневые средства, остальной личный состав находился в казарме). В ночь с 7 на 8 августа осетинский наблюдатель с вышки казармы ССПМ участвовал в наводке артиллерийского огня по грузинским позициям. Командующий российским батальоном ССПМ К. А. Тимерман находился в приграничном Южном городке (базе) сил ССПМ, в то время как командир всей группировки М. М. Кулахметов находился в штабе ССПМ в центре Цхинвали.
В ходе дальнейших боёв бывшие российские и осетинские миротворцы участвовали в боях на стороне осетино-российских войск; согласно грузинским источником, миномётный обстрел села Авневи вёлся в том числе и с территории базы ССПМ. Трое солдат ССПМ за действия против грузинских войск получили звание героя России (двое посмертно, третьим награждённым стал К. А. Тимерман): в ходе боёв Тимерман был ранен, находящимся там же рядовым солдатам ССПМ он поставил задачу «Стоять до последнего» и «Не пропускать "врага"». Позже российская сторона утверждала, что лишь защищала своих миротворцев (а также своих граждан (жителей Южной Осетии, получивших российские паспорта)). Согласно официальным данным российской стороны, в ходе боёв за Цхинвали в российском батальоне ССПМ погибло от 10 до 15 солдат.
- Тимерман, Константин Анатольевич — подполковник, командир российских сил ССПМ
- Марченко, Антон Александрович — рядовой, механик-водитель БМП, посмертно
- Шевелёв, Сергей Юрьевич — ст. лейтенант, командир мотострелкового разведвзвода, посмертно

#### Роспуск
После войны ССПМ прекратили своё существование в силу недопуска в зону конфликта грузинских миротворцев российской стороной; Согласно плану Медведева — Саркози, по окончании боёв началась замена российских миротворцев наблюдателями ЕС в «зонах безопасности» вокруг Южной Осетии и Абхазии. Грузия расторгла договора по СКК и ССПМ 2 сентября 2008 года, аннулировав мандаты российских и осетинских миротворцев. 28 августа парламент Грузии единогласно принял резолюцию, в которой Абхазия и Южная Осетия были названы территориями, оккупированными Российской Федерацией, а российские миротворцы (КСПМ и ССПМ) — оккупационными силами.
По инициативе бывших российских участников ССПМ был создан общественный фонд «Миротворец».
Формально полностью расформированы силы ССПМ были только в декабре 2009 года. Осетинский батальон был ликвидирован решением Президента России от 18 июня 2009 № 6031 «О расформировании миротворческого батальона от Республики Северная Осетия-Алания».

### Отдельные происшествия
В июне 2002 года сообщалось о группе из 8 состоявших в ССПМ российских контрактников-дезертиров, покинувших пост и сбежавших (как сообщалось, по причинам невыполнения условий заключённых с ними контрактов). Была организована поисковая операция, но по итогу их задержания генерал-майор В. Приземлин заявил, что никакого побега вообще не было — миротворцы заблудились и сами вернулись в родную часть.
22 августа 2002 года командующий ССПМ В. Приземлин в одностороннем порядке вышел за пределы полосы своей ответственности, приказав своим подчинённым рыть траншеи и строить контрольно-пропускные пункты на грузинской территории.
В июле 2004 года, по данным грузинской стороны, южно-осетинское вооружённое формирование (имеющее в составе до 200 человек) разоружило и захватило в заложники 35 солдат грузинского батальона ССПМ, находившихся в расположенном в Южной Осетии грузинском селе Ванати.
За день до этого этим грузинские силы ССПМ и сотрудники МВД задержали колонну российских сил ССПМ: на шести грузовиках перевозилось бытовое военное имущество, но ещё два грузовика везли около 300 неуправляемых реактивных ракет. Грузинская сторона конфисковала эти два грузовика и смогла их вывезти на территорию Горийского района для дальнейшего расследования, несмотря на то, что российские солдаты ССПМ пытались вернуть ракеты, перекрыв дорогу у села Кехви. Позднее командующий ССПМ С. Набздоров заявил, что проход колонны был ранее согласован с СКК, что не подтвердил МИД Грузии. Президент Грузии М. Саакашвили заявил, что конфискованные ракеты будут уничтожены.
В августе 2004 года С. Набздоров заявил, что глава МВД Грузии Ираклий Окруашвили пригрозил «расстрелять колонну российских миротворцев из всех огневых средств при появлении её на грузинских позициях».
В сентябре 2006 года южноосетинская сторона ССПМ не впускала командующего грузинским батальоном Паату Бедианашвили в Цхинвали, аргументируя тем, что тот «был среди организаторов и активных участников грузинской военной агрессии против Южной Осетии» в период обострения ситуации летом 2004 года.
В мае 2007 года силами ССПМ на окраине села Дзвилети были обнаружены зенитно-пулемётная установка ЗУ-23-2 и ПЗРК «Стрела-2М». Оружие было обнаружено рядом с палаткой, в которой находились трое человек, представившихся сотрудниками РОВД Южной Осетии.
В октябре 2008 года (уже после окончания войны) произошёл взрыв у штаба де-факто расформированных ССПМ; пострадал М. Кулахметов, 7 солдат бывшего ССПМ погибли.

## Оперативные командующие

### Основное командование
- Филатов, Геннадий Васильевич (1992) генерал-лейтенант
- Чураев Е. Н.[10] (?) генерал-лейтенант
- Константинов В. С. (?) генерал-майор
- Меркурьев, Алексей Алексеевич (1995—1996) генерал-майор
- Николаев В. Н. (?) генерал-майор
- Юров Ю. В. (?) генерал-майор
- Красовский Анатолий Александрович (1999—?)[78] генерал-майор
- Приземлин, Василий (?—2002)[79] генерал-майор
- Набздоров, Святослав (2002—2004)[30] генерал-майор
- Кулахметов, Марат Минюрович (2004—2008)[80] генерал-майор

### Отдельные батальоны
| - Георгадзе П. И. (1992—?) - Михаил Кебадзе (2001—2003) - Алеко Кикнадзе (?—2004) - Петре Гогуадзе (2004—2005) - Коба Лачкебиани (2005) - Мамука Курашвили (2005) - Паата Бедианашвили (2005—2007) - Мамука Курашвили (2007—2008) | - Филатов Г. (1992—?) - ? (?—2008) - Тимерман К. А. (2008) | - Суанов С. Н. (1992) - Фриев К. (1992—1994) - Джиоев Г. Я. (1994—?) - Хачиров Ф. Ш. (1994—1996) - Хачиров Ф. Ш. (2001—2008) - Фриев К. (2001—2008). |

## Памятники
В Цхинвали на улице Миротворцев установлен памятный камень в честь российских и осетинских солдат ССПМ.

## Комментарии
1. ↑  На момент существования ССПМ — непризнанное государство, целиком расположенное в международно признанных границах Грузии.